# 牛場卓蔵
牛場 卓蔵（うしば たくぞう、1851年1月29日（嘉永3年12月28日） - 1922年（大正11年）3月5日）は、明治期から大正期のジャーナリスト、官僚、実業家、政治家。慶應義塾出身、衆議院議員、山陽鉄道取締役会長などを務めた。

## 経歴
伊勢国安濃郡渋見村（後の安東村、現三重県津市）の井草家に生まれる。伊勢国一志郡（後の七栗村、現三重県津市）の牛場圭次郎の養子となる。慶應義塾に学び、島田三郎らと共に陸奥宗光の家に寄食する。
『郵便報知新聞』記者、兵庫県庁の勧業課長を経て、内務省に出仕。1881年（明治14年）、明治十四年の政変で罷免され下野。1882年（明治15年）、新聞『時事新報』の創刊に参画し記事を執筆。同年12月末に井上角五郎らと共に朝鮮内部の改革のため赴任し朝鮮政府の顧問となる。1883年（明治16年）5月に帰国後、大蔵省に出仕。衆議院議員を経て、福沢諭吉の甥の中上川彦次郎に従い、1894年（明治27年）、山陽鉄道会社総支配人となる。食堂車や寝台車を日本の鉄道で初めて導入するなどサービスの向上に努めた。日露戦争時には大量の軍隊を輸送。1904年（明治37年）、讃岐鉄道を買収し、鉄道連絡船も含めて自社内で本土と九州、四国を連絡する路線網を築く。その後、帝国ブラシや千代田生命保険取締役を歴任した。
息子は牛場徹郎。牛場徹郎の子供は牛場友彦、牛場道雄、牛場信彦、牛場大蔵。卓蔵の娘、田鶴は東洋英和女学校で教育を受け、ニューヨーク在住の実業家新井領一郎と結婚。